# Klippel-Feils syndrom
Klippel-Feils syndrom, är ett ovanligt syndrom som påverkar skelett- och muskler, syndromet leder bland annat till skolios och att nackkotorna är sammanväxta.
Syndromet gör det i vissa fall omöjligt att vrida på huvudet utan att då hela kroppen följer med, detta på grund av de sammanvuxna halskotorna som inte kan vridas.
Det mest kända fallet på Klippel-Feils syndrom är från den egyptiske pojkkungen Tutankhamon, som kan ha dött till följd av sin sjukdom.

## Diagnos
Klippel-Feils syndrom beskrevs första gången 1912 av de franska neurologerna Maurice Klippel och André Feil, därav namnet. Syndromet tillhör gruppen medfödda missbildningar av halsryggen och innebär att två eller flera kotor i ryggraden är sammansmälta. Ibland kan missbildningar i andra organ förekomma. Vanligen är andra och tredje halskotorna missbildade. 
Klippel-Feils syndrom kan också förekomma i samband med andra syndrom, se bland annat MRKH.

## Förekomst
1 av 40 000 barn föds med Klippel-Feils syndrom. I Sverige utgörs det av cirka 2–3 barn per år med syndromet. Syndromet är något vanligare hos flickor än hos pojkar.

## Orsak
Missbildning beror på att två eller flera halskotor har smält samman tidigt i fosterutvecklingen, eftersom de blivande kotanlagen av någon anledning har fått en ofullständig uppdelning. Det finns flera teorier om varför en sammansmältning uppkommer, bland annat skulle det kunna bero på yttre faktorer, till exempel en avbruten blodförsörjning till det aktuella området tidigt i fosterlivet. Vissa menar även att det kan handla om nedärvda faktorer.
Man har i vissa fall hittat specifika kromosomavvikelser i kromosom 8. Det har då skett en så kallad inversion, det vill säga att kromosomen har vridit sig 180° och fäst sig i sig själv. En förändrad gen, SGM1, som kan ha betydelse för uppkomsten av Klippel-Feils syndrom, har påvisats i detta område.

## Ärftlighet
I de allra flesta fall finns inga tecken på att Klippel-Feils syndrom skulle vara ärftligt. I de flesta familjer finns inga tidigare fall av syndromet. Det anses ändå finnas en risk för ärftlighet på cirka 2–3 procent av fallen. Det finns nämligen enstaka familjer där Klippel-Feils syndrom nedärvts autosomalt dominant. Om den ena föräldern har syndromet blir då risken för såväl söner som döttrar att ärva den 50 procent. Friska barn till föräldrar med Klippel-Feils har däremot inte fått den skadade genen och riskerar inte att föra genen vidare.

## Symtom
Klippel-Feils syndrom kan upptäckas när som helst under livet, ofta av en tillfällighet. De tidiga symtomen brukar dock vara få, och en nedsatt rörlighet i nacken är oftast det enda tecknet på syndromet. Hos de flesta är det halskotorna nummer två och tre som är sammanväxta och bildar en så kallad blockkota. På grund av de sammansmälta halskotorna blir nacken kort, och det bakre hårfästet är ofta lågt. Medelåldern hos de barn som diagnostiseras med kotmissbildningar i nacken är sju år.
I vissa fall förekommer även sammansmältning av kotor i bröstrygg och ländrygg samt missbildningar i andra organ.
På grund av kotmissbildningarna kan ryggmärgen eller nerverna som löper till och från ryggmärgen bli hoptryckta, så kallad ryggmärgskompression. Orsaken är en överrörlighet på båda sidor av de sammansmälta kotorna. Detta leder i sin tur till förslitning av kotornas kanter så att bennabbar kan bildas. Även dessa kan trycka på ryggmärg och nervrötter, vilket kan ge neurologiska symtom i form av svaghet, känselstörning eller smärta i armar eller ben.
Missbildningar i nervsystemet är också förekommande. Exempel på detta kan vara kluven ryggmärg (diastematomyeli) och Arnold-Chiaris missbildning typ 1, vilket innebär en förändring av lillhjärnans form, som får den att bukta ner genom hålet i skallbasen, med risk för klämskador. Följden av denna form av missbildning kan vara synkinesi, dövhet, hängande ögonlock, förlamning av ansiktsnerven, känselnedsättning och smärtor i armar och ben, ibland i kombination med ökad spasticitet, andningsuppehåll och störd sömn. Sömnstörningen kan komma plötsligt och ge andningsuppehåll nattetid.
Det är vanligt med skolios, kyfos eller torticollis. Ibland finns också hudveck på båda sidor av halsen, medfött högt sittande skulderblad, extra revben, kort luftstrupe, delvis sammanväxta fingrar eller tår, små tummar, extra fingrar eller ensidigt underutvecklad bröstkorgsmuskulatur. Många med syndromet är kortväxta.
Syndromet kan medföra ett speciellt utseende med brett avstånd mellan ögonen, liten haka, nedåtsluttande ögonspringor och lågt sittande öron. Även hörselnedsättning är vanligt. En del med syndromet får svag och hes röst, vilket kan bero på en förlamning av stämbanden.
Någon typ av missbildning i urinvägar eller könsorgan finns hos en tredjedel. En njure kan till exempel saknas helt eller ha en avvikande form, så kallad hästskonjure. Flickor kan ha missbildningar i könsorganen eller helt sakna vagina eller äggstockar, se MRKH. Pojkar kan ha testiklar som inte vandrat ned till pungen eller urinrör som mynnar för långt bak på penis.
Personer med Klippel-Feils syndrom är så gott som alltid normalbegåvade.